# 청국장

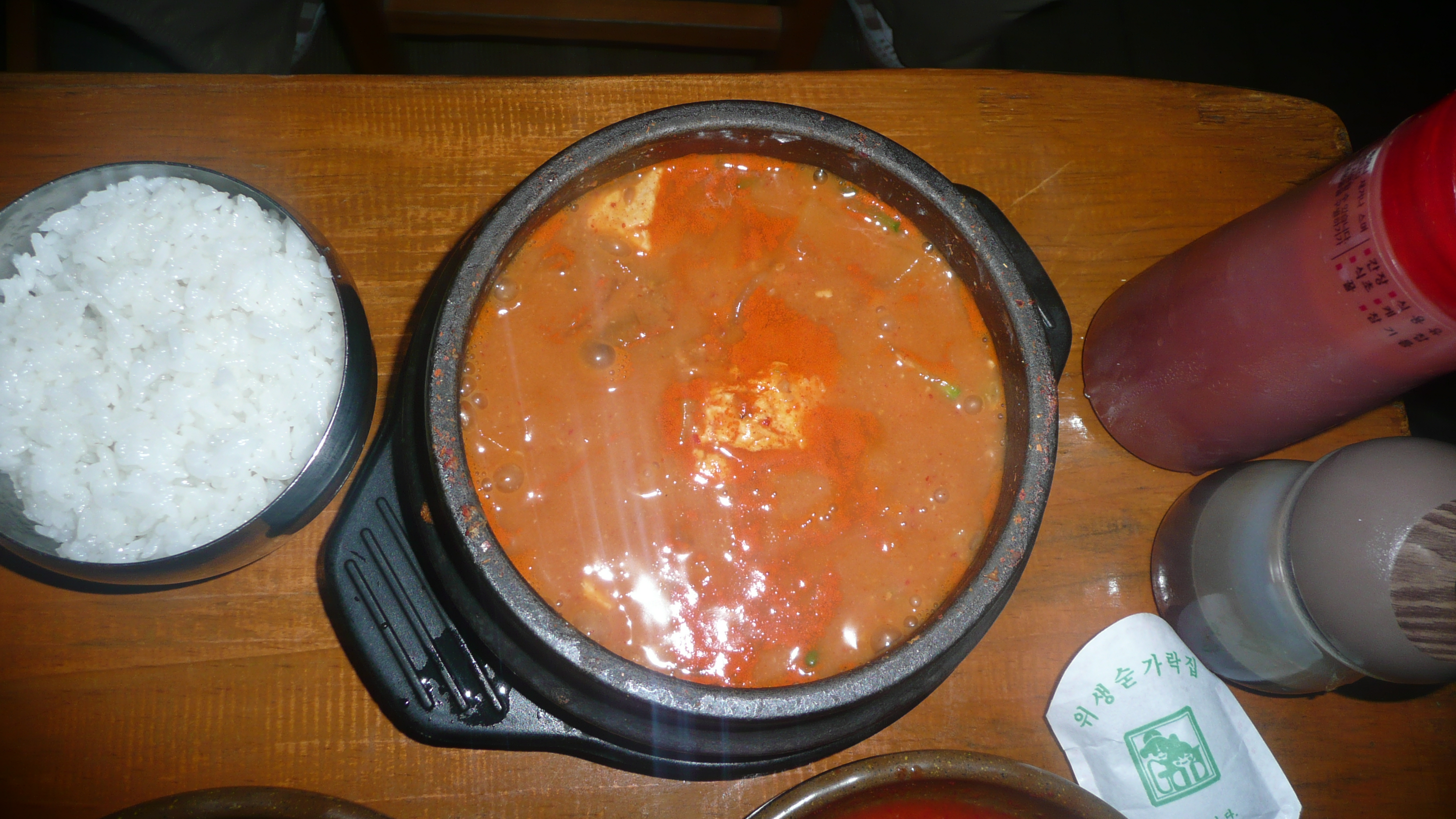
청국장찌개

청국장(淸麴醬)은 콩을 발효시켜 만든 한국 전통음식이다. 담북장(--醬)으로도 부른다. 일본의 낫토와 비슷하다고 알려져 있는데 발효에 관여하는 균이 다른 것으로 보고되고 있다.
푹 삶은 콩을 더운 방에 띄워서 만든 된장의 한 가지이다. 2-3일 발효시킨 다음 소금, 다진 파, 마늘을 섞어 꾹 눌러두어 만든다. 찌개는 청국장을 물에 되직하게 풀고, 김치·돼지고기·두부를 넣어 끓인다. 된장을 섞어서 끓이는 집도 있다.

## 개설
청국장은 삶은 콩을 발효시켜 고초균(枯草菌, 또는 납두균(納頭菌)이라고도 한다, Bacillus Subtilis)이 생기도록 만든 속성 장류이다. 된장은 발효시켜서 먹기까지 몇 달이 걸리지만 청국장은 담가서 2~3일이면 먹을 수 있다. 즉, 콩 발효 식품류 중 가장 짧은 기일에 만들 수 있는 장이 청국장인 것이다. 전통적으로는 대체로 가을부터 이듬해 봄까지 주로 추운 계절에 만들어 먹었고 현대에서는 특별히 계절에 구애 받지 않고 제조해서 먹는 편이다. 청국장은 특유의 풍미가 있고 영양가도 높고 소화가 잘 될 뿐 아니라 콩 단백질을 가장 효과적으로 섭취할 수 있는 방법 중의 하나이다. 청국장은 그대로 날로 먹기도 하지만 주로 청국장 찌개를 해서 먹는 것이 일반적이다. 그래서 청국장 찌개를 줄여서 청국장이라고 하기도 한다.

## 역사 및 명칭
조선 숙종때(1715년) 실학자 홍만선이 쓴 산림경제에는 전국장(戰國醬)이라는 이름으로 기록되어 있으며 1766년 영조때 유중림이 산림경제를 증보하여 펴낸 증보산림경제에도 콩을 잘 씻어 삶은 후 볏짚에 싸서 따뜻한 방에 사흘간 두면 실이난다고 청국장 만드는 법을 상세히 기술해 놓았다.
보통 청나라에서 배워온 것이라 하여 청국장이라 하나, 그 외에 위와 같이 전시(戰時)에 단기숙성으로 단시일내에 제조하여 먹을 수 있게 만든 장이라 하여 전국장, 또는 콩을 익혀서 만든다 하여 전시장(煎豉醬)이라고도 한다.
그 외에 충청도 방언으로는 퉁퉁장이라고도 하는데, 끓일 때 두부와 함께 넣는데 퉁퉁거리는 소리가 난다하여 붙여진 별명이다.

## 제조법
자연발효에 의한 청국장은 메주콩을 10∼20시간 더운 물에 불렸다가 물을 붓고 푹 끓여 물씬하게 익힌 다음 보온만으로 띄운 것이다. 그릇에 짚을 몇 가닥씩 깔면서 익힌 콩을 퍼담아 60 °C까지 식힌 다음 따뜻한 곳에 놓고 담요나 이불을 씌워 45 °C로 보온하면 고초균이 번식하여 발효물질로 변한다. 고초균은 40∼45 °C에서 잘 자라며, 단백질 분해효소 ·당화효소 등의 효소가 있으므로 소화율이 높다. 이 세균은 공기 중에도 많이 있지만 볏짚에 많이 들어 있으므로 청국장을 띄울 때 콩 사이사이에 볏짚을 넣고 띄우면 매우 잘 뜬다. 이때에 볏짚이 지닌 균의 활성이 좋고 나쁨에 따라 맛이 달라지게 된다. 콩이 잘 떴으면 마늘·생강·굵은 고춧가루·소금 등을 섞고 절구에 잠깐 찧어 두었다가 필요할 때에 쓴다. 청국장은 주로 고기·두부·고추 등을 넣고 끓여서 찌개를 만들어 먹는다.

## 청국장과 낫토의 차이
청국장은 콩의 크기나 색과 상관없이 기호에 맞는 콩을 삶아서 쓴다. 삶은 콩에 볏짚을 넣어 자연발효를 시키므로 볏짚의 바실리스균 뿐만이 아닌 공기중의 바실리스균에도 영향을 받는다. 또 청국장은 만들어지는 고장, 만드는 사람, 그 날의 날씨, 사용한 콩의 종류 등에 의해 맛이 다양해지고 각기 다양한 균이 발생하여 면역력을 더욱 높여준다.
낫토는 작은 흰콩에 바실리스균 중에서도 낫토균이라고 하는 일본 정부가 허가한 균만을 사용한다. 그 균을 인위적으로 주입하여 다른 균이 침입하지 못하도록 포장된 상태에서 발효를 시킨다. 낫토는 청국장과 달리 다른 균을 차단시켜 일정한 맛을 유지한다.